# Edgewood (Ohio)
Edgewood é um lugar designado pelo censo localizado no condado de Ashtabula no estado estadounidense de Ohio. No Censo de 2010 tinha uma população de 4.432 habitantes e uma densidade populacional de 250,29 pessoas por km².

## Geografia
Edgewood encontra-se localizado nas coordenadas 41° 52′ 36″ N, 80° 44′ 44″ O. Segundo a Departamento do Censo dos Estados Unidos, Edgewood tem uma superfície total de 17.71 km², da qual 17.69 km² correspondem a terra firme e (0.09%) 0.02 km² é água.

## Demografia
Segundo o censo de 2010, tinha 4.432 habitantes residindo em Edgewood. A densidade populacional era de 250,29 hab./km². Dos 4.432 habitantes, Edgewood estava composto pelo 94.22% brancos, o 1.94% eram afroamericanos, o 0.14% eram amerindios, o 0.54% eram asiáticos, o 0% eram insulares do Pacífico, o 0.59% eram de outras raças e o 2.57% pertenciam a duas ou mais raças. Do total da população o 3.18% eram hispanos ou latinos de qualquer raça.

## Localidades na vizinhança
O diagrama seguinte representa as localidades num raio de 20 km ao redor de Edgewood.